# Joanna Nieniewska

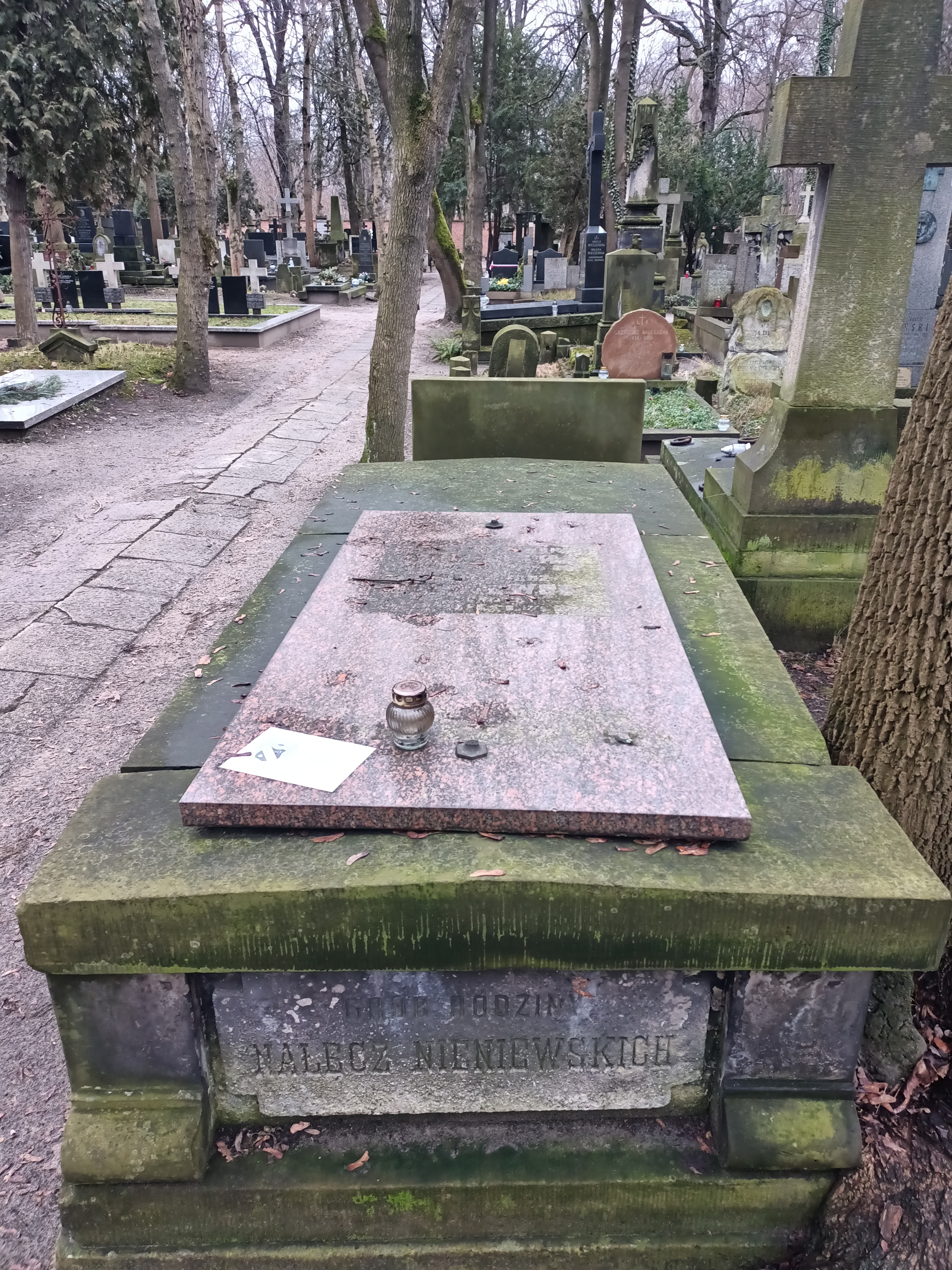
Grób Joanny Nieniewskiej na cmentarzu Powązkowskim

Joanna Zenobia Nieniewska z Załuskowskich h. Rola (ur. 25 marca 1865, zm. 10 czerwca 1942 w Warszawie) – działaczka oświatowa.

## Życiorys
Urodziła się w rodzinie ziemiańskiej jako córka Hilarego (1825–1893) i Adeli z Wardęskch (1834–1901) właścicieli majątku Kaliszkowice w Kaliskim. Należała do grupy postępowych działaczek oświatowych, w 1908 członkini Rady Głównej Polskiego Zjednoczenia Postępowego, aktywistka ruchu równouprawnienia kobiet. Działaczka Towarzystwa Kultury Polskiej. W kwietniu 1913 współzałożycielka a następnie członkini pierwszego zarządu warszawskiego koła Ligi Kobiet Pogotowia Wojennego (1913–1915), od września 1915 także członkini Rady Ligi w Warszawie. Od listopada członkini warszawskiego koła Ligi „B”.
Żona architekta Apoloniusza Pawła Nieniewskiego, z którym miała córki Irenę (późniejszą żonę Wacława Konarskiego) i Halinę. Zmarła 10 czerwca 1942 w Warszawie. Pochowana na cmentarzu Powązkowskim (kwatera 191-6-1).

## Wspomnienie
- Joanna Nieniewska, O „rozłamie” w Kole Warszawskim Ligi Kobiet Pogotowia Wojennego. Wrzesień 1915 – sierpień 1916. Archiwum Akt Nowych w Warszawie, zespół Liga Kobiet Polskich, sygn. 57/II/176, mps.k. 1–14

## Odznaczenia
- Krzyż Niepodległości (7 lipca 1931)[6]